# Namiestnicy ziemi kłodzkiej
Namiestnicy ziemi kłodzkiej – lista osób sprawujących funkcję namiestnicze na ziemi kłodzkiej w imieniu panujących tutaj książąt i królów czeskich, a potem hrabiów kłodzkich.

## Wprowadzenie

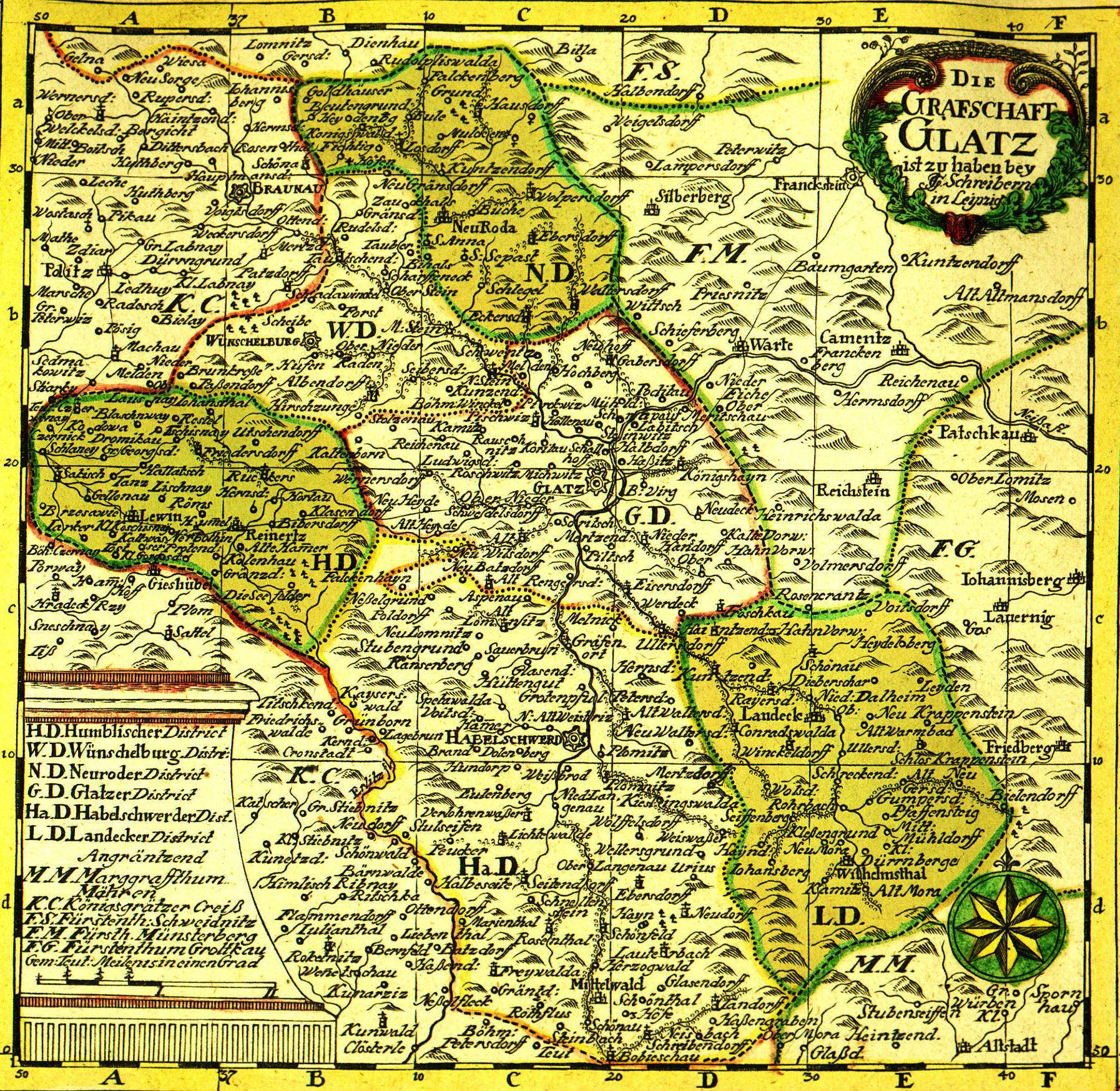
Hrabstwo kłodzkie z podziałem na dystrykty na początku XVIII wieku

Ziemia kłodzka jako całość pojawiła się w źródłach na początku XII w. jako Provincia Kladsko, a następnie: w 1290 r. jako Terra Glacensis, 1344 r. Districtus Glacensis, 1348 r. Glacense dominium, a w 1378 Glatzer Land. Terytorium to od zawsze zajmowało szczególną rolę w czeskiej konfederacji krajów związkowych. W 1549 r. ziemia kłodzka została podniesiona przez króla czeskiego Jerzego I z Podiebradów do rangi hrabstwa. Od tej pory określana była terminem hrabstwa kłodzkiego. W 1477 r. obszar hrabstwa został powiększony o tzw. państewko homolskie, obejmujące zachodnią część ziemi kłodzkiej z ośrodkiem mieszczącym się na zamku Homole.
Początkowo władzę namiestniczą na ziemi kłodzkiej sprawowali w imieniu władcy kasztelanowie, którzy pod koniec XIII w. przyjęli tytuł burgrabiego, rezydując w Kłodzku na zamku położonym na górującej nad miastem Górze Fortecznej (Zamkowej).
W połowie XIV w. urzędnik ten przyjął tytuł starosty krajowego (z niem.: Landeshauptmanna). Był powoływany przez monarchę, reprezentując jego interesy za zgodą stanów kłodzkich zgromadzonych w sejmiku krajowym. Stany te złożone były z trzech grup: rycerstwa, duchowieństwa i wolnych sędziów.
Po zdobyciu ziemi kłodzkiej przez Prusy w 1742 r. została dokonana reforma administracji państwowej zakończona ostatecznie w 1818 r., w trakcie której zlikwidowano m.in. funkcje starosty krajowego, podporządkowując wszystkie regiony państwa rządowi centralnemu. Przedstawicielem panującego był landrat.

## Kasztelanowieiburgrabiowiekłodzcy
| Lp. | Lata rządów        | Imię i nazwisko                                 | Tytuł     |
| --- | ------------------ | ----------------------------------------------- | --------- |
| 1.  | 1169               | Hronzata Kędzierzawy (Crispus)                  | kasztelan |
| 2.  | 1175–1177          | Riwinus                                         | prefectus |
| 3.  | 1177               | Witko                                           | kasztelan |
| 4.  | 1179–1189          | Bogusza Brodaty                                 | kasztelan |
| 5.  | 1195               | Hermann                                         | kasztelan |
| 6.  | 1196               | Ratibor                                         | kasztelan |
| 7.  | 1211               | Smil                                            | kasztelan |
| 8.  | 1213               | Zbysław Willehalmus                             | kasztelan |
| 9.  | 1222               | Budziwoj                                        | kasztelan |
| 10. | 1234?              | Gotszalk i Meinward, bracia de Galz             | kasztelan |
| 11. | 1252               | Gotszalk II, syn Meinwarda i jego bratanek N.N. | kasztelan |
| 12. | 1252–1253          | Gaweł z Lemberku                                | kasztelan |
| 13. | 1262               | Czcibor Hlava                                   | kasztelan |
| 14. | 1278               | Ryszard von Dahme Młodszy                       | kasztelan |
| 15. | 1283               | Henryk Schenk von Apolda zwany „de Polonia”     | burgrabia |
| 16. | po 1289-przed 1290 | Zdzisław ze Sternberg                           | kasztelan |
| 17. | 1295               | Konrad de Reno                                  | burgrabia |
| 18. | 1297–1300          | Arnoszt z Hostinki                              | burgrabia |
| 19. | 1302–1305          | Benesz z Wartenberka                            | burgrabia |
| 20. | 1328               | Albert von Pack                                 | starosta  |
| 21. | 1337               | Peregryn von Peterswalde                        | starosta  |

## Starostowiekłodzcy
| Lp. | Lata rządów        | Imię i nazwisko                                               | Tytuł                                    |
| --- | ------------------ | ------------------------------------------------------------- | ---------------------------------------- |
| 1.  | 1341–1345          | Wolfram von Pannwitz                                          | starosta (Landeshauptmann)               |
| 2.  | 1346–1350          | Albert von Crenwicz                                           | starosta, burgrabia, pan zastawny        |
| 3.  | 1350               | Mikołaj II, książę opawski                                    | starosta                                 |
| 4.  | 1351               | Henryk von Muschin                                            | starosta, burgrabia                      |
| 5.  | po 1351-przed 1352 | Hanusz von Wustehube                                          | starosta, burgrabia                      |
| 6.  | 1352–1353          | Hugo von Donyrstein                                           | starosta, burgrabia                      |
| 7.  | 1353               | Hanko von Knoblauchsdorf                                      | starosta                                 |
| 8.  | 1353               | Jeszko                                                        | starosta, burgrabia                      |
| 9.  | 1355–1356          | Jeszko Horczicz                                               | starosta, burgrabia                      |
| 10. | 1353–1358          | Benesz z Chusnik                                              | starosta                                 |
| 11. | 1359–1363          | Wolfhard von Czedelicz                                        | starosta, burgrabia                      |
| 12. | 1360               | Hanko von Knoblauchsdorf                                      | sędzia                                   |
| 13. | 1365–1366          | Piotr                                                         | starosta                                 |
| 14. | 1366–1375          | Puta II z Czastolowic                                         | burgrabia                                |
| 15. | 1379–1382          | Hanusz z Lichtenburka                                         | starosta                                 |
| 16. | 1382–1384          | Benesz von Wartenberg                                         | starosta                                 |
| 17. | 1384–1387          | Friedrich von Czirchaw                                        | starosta                                 |
| 18. | 1388–1397          | Stefan Poduška z Martinic                                     | starosta                                 |
| 19. | 1397–1422          | Jan Przemyślida                                               | starosta, pan zastawny                   |
| *   | 1398–1400          | Andrzej de Turkaw                                             | podstarości                              |
| *   | 1414–1421          | Bernard von Glaubitz ze Szczerby                              | starosta                                 |
| 20. | 1421–1434          | Puta z Czastolowic młodszy                                    | starosta, pan zastawny                   |
| 21. | 1423–1425          | Rafael                                                        | starosta                                 |
| 22. | 1434–1440          | Markward Trhlik z Międzylesia                                 | starosta                                 |
| 23. | 1436–1437          | Hasso z Waldsteinu                                            | starosta                                 |
| 24. | 1440               | Jan Täczige                                                   | starosta                                 |
| 25. | 1441–1454          | Hynek Krušina z Lichtenburka                                  | starosta                                 |
| 26. | 1454–1474          | Jan z Warmsdorf                                               | starosta                                 |
| 27. | 1474–1477          | Hans von Bernstein                                            | starosta                                 |
| 28. | 1477–1482 (1501)   | Hans Pannwitz von Rengersdorf                                 | starosta                                 |
| 29. | 1482               | Simon von Schirnow                                            | burgrabia                                |
| 30. | 1484               | Jakub Stanko                                                  | starosta, burgrabia                      |
| 31. | 1493               | Jan Bartoszewsky z Lubanin                                    | starosta                                 |
| 32. | 1502–1504          | Johannes Sockolik z Duby                                      | starosta                                 |
| 33. | 1506–1513          | Georg von Breitenstein                                        | starosta                                 |
| 34. | 1514               | Goltz z Wiednia                                               | starosta                                 |
| 35. | 1515–1521          | Hans Betsch von Falkenau                                      | starosta                                 |
| 36. | 1522–1523          | Johannes Rastelwitz                                           | starosta                                 |
| 37. | 1523–1524          | Heinrich von Tschischwitz auf Ullersdorf                      | starosta, burgraf                        |
| 38. | 1524–1526          | Heinrich Hund z Grodkowa                                      | starosta, burgraf                        |
| 39. | 1526–1527          | Melchior von Reinwald                                         | starosta                                 |
| 40. | 1527–1529          | Hans Betsch von Falkenau                                      | starosta                                 |
| 41. | 1529               | Melchior von Reinwald                                         | starosta                                 |
| 42. | 1530               | Siegmund von Zharassau                                        | starosta, sędzia krajowy                 |
| 43. | 1532–1533          | Philipp von Pubschütz auf Knignitz                            | starosta                                 |
| 44. | 1533–1535          | Bernhard von Boraw                                            | starosta                                 |
| 45. | 1537–1551          | Hans Prag von Wellnitz                                        | starosta, burgraf                        |
| 46. | 1552–1556          | Hans Schaffmann von Hamerles                                  | starosta                                 |
| 47. | 1559–1561          | Albrecht Schellendorf von Hornisberg                          | starosta                                 |
| 48. | 1561–1572          | Christoph Muchek von Buckau auf Wossek                        | starosta                                 |
| 49. | 1572–1575          | Hans von Pubschütz                                            | starosta                                 |
| *   | 1575–1583          | Christoph von Schellendorf und Adelsdorf auf Saatz und Kuna   | wyższy urzędnik cesarski, radca wojskowy |
| *   | 1584–1588          | Hans von Pannwitz und Mechwitz                                | radca wojskowy                           |
| 50. | 1589–1601          | Melchior von Rechenberg                                       | starosta                                 |
| 51. | 1601–1607          | Heinrich Log                                                  | starosta                                 |
| 52. | 1607–1619          | Niklas von Gersdorf und Walschwitz auf Großhorka und Rokythal | starosta                                 |
| 53. | 1620–1622          | David Heinrich Freiherr von Tschirnhaus                       | starosta                                 |
| 54. | 1622–1625          | Philipp Rudolph Graf zu Liechtenstein-Kastelkorn              | starosta                                 |
| 55. | 1626               | Adam Gottfried Berka von Duba und Leipa                       | starosta                                 |
| 56. | 1628–1633          | Karl Fuchs                                                    | starosta                                 |
| 57. | 1633–1644          | Johann Arbogast von Annenberg                                 | starosta                                 |
| 58. | 1645–1646          | Christoph Ferdinand Popel von Lobkowitz                       | starosta                                 |
| 59. | 1646–1648          | Melchior Ferdinand von Gaschin                                | starosta                                 |
| 60. | 1649–1653          | Johann Heinrich von Bubna                                     | starosta                                 |
| 61. | 1653–1679          | Johann Georg von Götzen                                       | starosta                                 |
| 62. | 1680–1685          | Michael Wenzel von Althann                                    | starosta                                 |
| *   | 1686–1690          | wakat                                                         |                                          |
| 63. | 1691–1695          | Franz Adam von Bubna                                          | starosta                                 |
| 64. | 1696–1707          | Johann Friedrich von Herberstein                              | starosta                                 |
| 65. | 1707–1714          | Maximilian Mitrowsky                                          | starosta                                 |
| 66. | 1715–1724          | Konrad Freiherr von Sternberg und Rudelsdorf                  | starosta                                 |
| 67. | 1725–1741          | Leopold Wilhelm von Waldstein                                 | starosta                                 |
| 68. | 1741–1742          | Franz Anton von Haugwitz                                      | starosta                                 |